# إنريكي فرنانديز
إنريكي فرنانديز (بالإسبانية: Enrique Romero)‏ (23 يونيو 1971 شريش إسبانيا - ) هو لاعب كرة قدم إسباني يلعب كمدافع، شارك في كأس العالم لكرة القدم 2002.

## روابط خارجية
- إنريكي فرنانديز على موقع الاتحاد الدولي (مؤرشف)  (الإنجليزية)
- إنريكي فرنانديز على موقع قاعدة بيانات كرة القدم.إي يو (الإنجليزية)
- إنريكي فرنانديز على موقع ناشيونال فوتبول تيمز (الإنجليزية)